# Solarsiedlung am Schlierberg

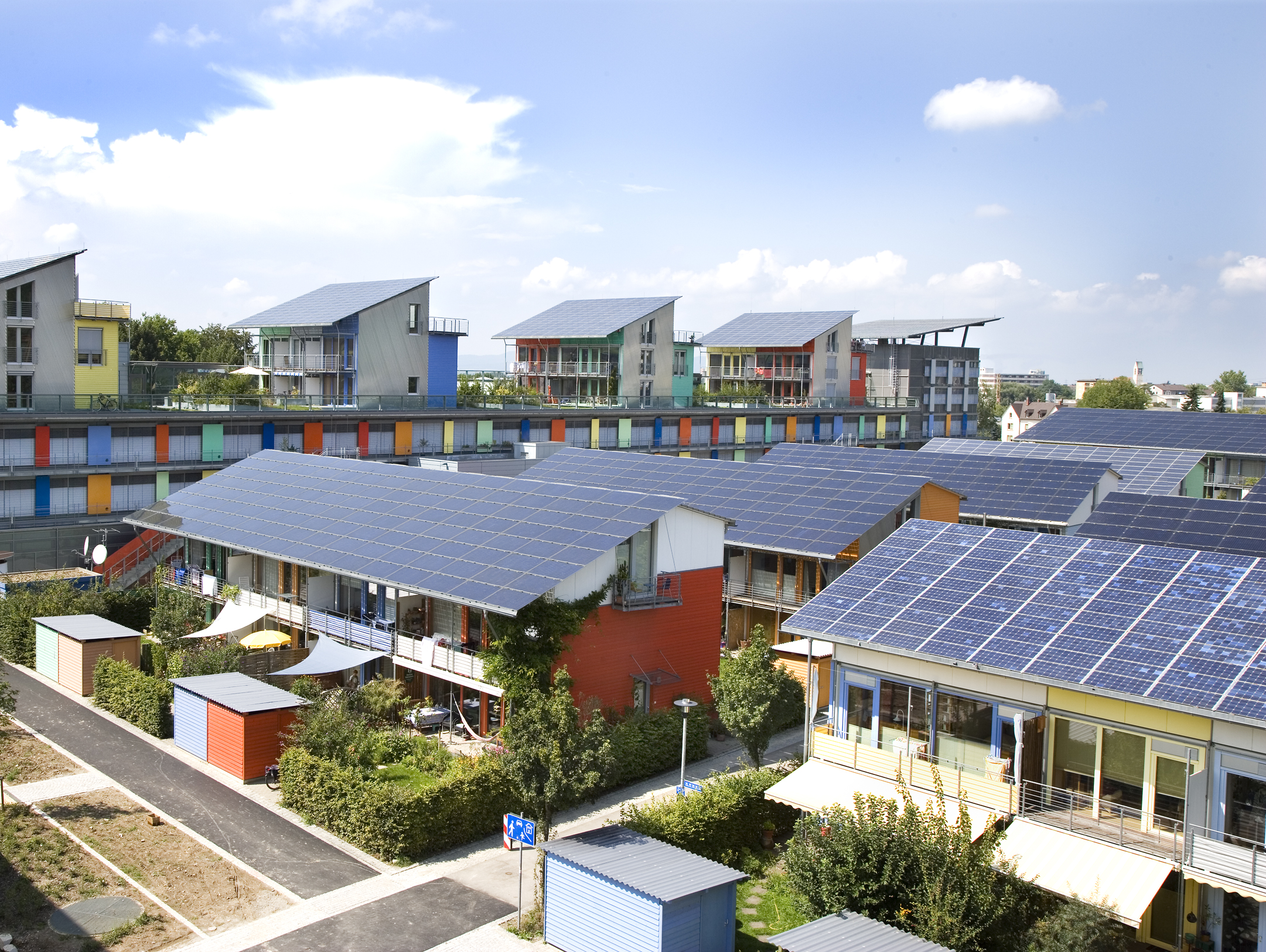
Solar Settlement, med Sun Ship i bakgrunden, i Freiburg im Breisgau.

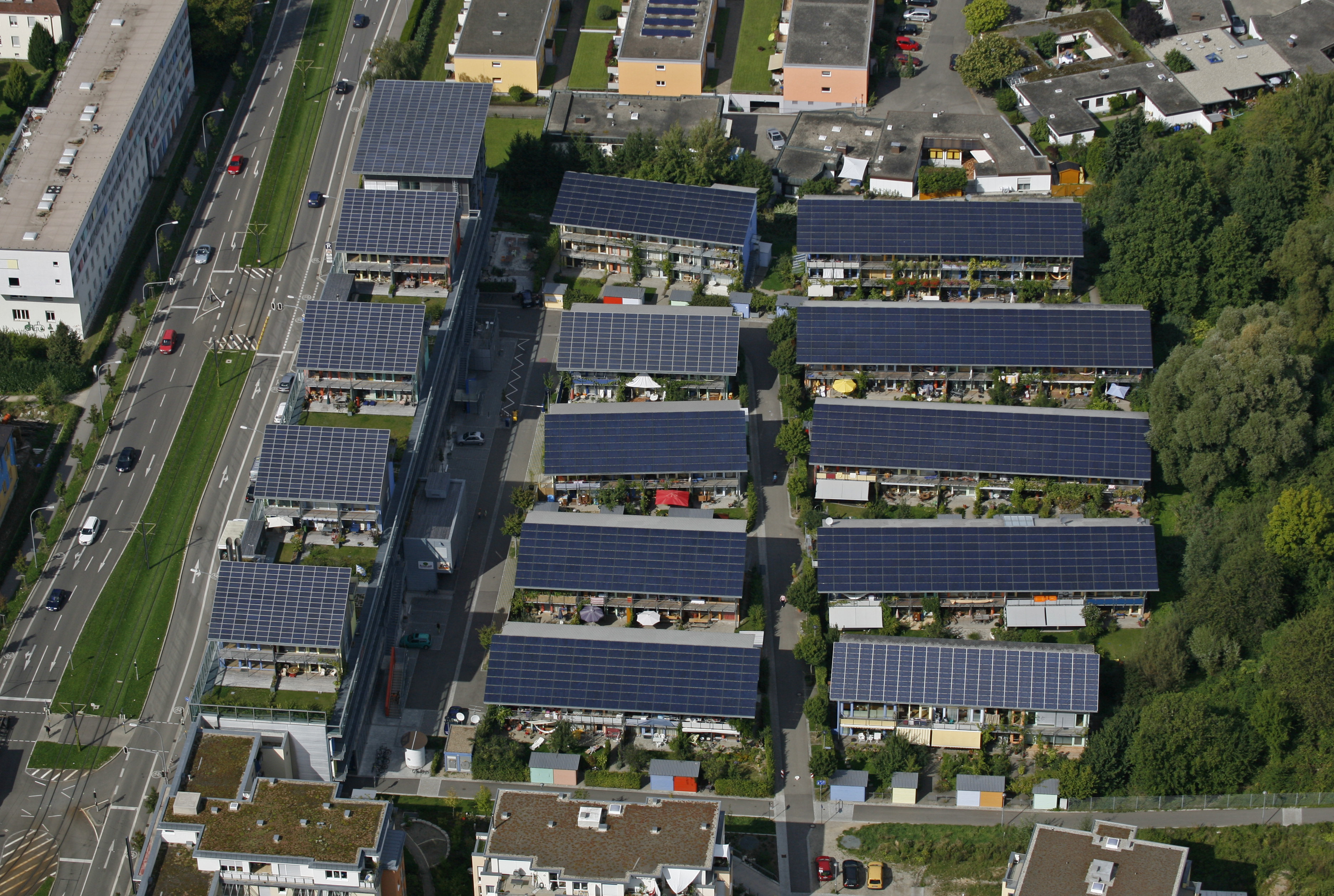
Vy över Solar Settlement ovanifrån.

Solarsiedlung am Schlierberg är ett bostadsområde i Freiburg im Breisgau i delstaten Baden-Württemberg i Tyskland, där alla hus inte bara är självförsörjande på elektricitet och värme utan även, genom solpanelerna, också tillför elektricitet till det allmänna nätet. "Plusenergisystemet", ett system tillför mer energi än det tar i anspråk, bygger på solarkitekten Rolf Disch PlusEnergy-teori, ursprungligen utvecklat genom "heliotrop"-byggnadskonceptet.

## Utmärkelser
- 2008 German Sustainability Award
- 2007-08 Japanese PEN-Magazine Creativity Award
- 2006 Germany's most beautiful housing Community
- 2005 Wuppertal Energy and Environment Prize
- 2003 Global Energy Award
- 2002 European Solar Prize
- 2001 Photovoltaic Architecture Prize Baden-Württemberg

Denna artikel är helt eller delvis baserad på engelska wikipedia.